# Palazzo Sturm
Le Palazzo Sturm (autrefois appelé Palazzo Ferrari et Vanzo Mercante) est un bâtiment historique de Bassano del Grappa qui abrite le musée de la céramique et le musée de l'Imprimerie Remondini.

## Situation géographique
Le Palais est bâti sur la rive gauche de la rivière Brenta, qu'il surplombe. Il appartient au quartier de Cornorotto.

## Histoire
Le Palais a été construit au milieu du XVIIIe siècle sur un noyau de bâtiments préexistants (murs d'enceinte, tour, et construction du XVe siècle). Le Palais, dans sa forme primitive a été conçu par l'Abbé Daniello Bernardi (1729-1806), architecte amateur, pour l'industriel et marchand de soie Vincenzo Ferrari. Les étages supérieurs formaient l'habitat et les pièces de réception, tandis que la partie basse abritait des espaces réservés à la fabrique et au stockage de la soie.
Au cours du XIXe siècle, le Palais passe entre les mains de Vanzo Mercante, qui modifie l'élévation du bâtiment, notamment au niveau du toit qui est couronné d'une loggia belvédère.
La commune de Bassano devient propriétaire de l'ensemble architectural à la suite d'un legs du baron Giovanni Battista Sturm von Hischfeld (1895-1943), qui laisse son nom au Palais.

## Décors intérieurs
Le Palais conserve un certain nombre de ses décors intérieurs. En particulier, le rez-de-chaussée présente un riche décor de style rococo, dans lesquelles sont insérées des peintures à la tempera du peintre Gaetano Zompini (1700-1788).
Le plafond du hall d'entrée est orné d'une représentation de la Chute des Géants due à Giorgio Anselmi (1720-1797), réalisée en 1765.

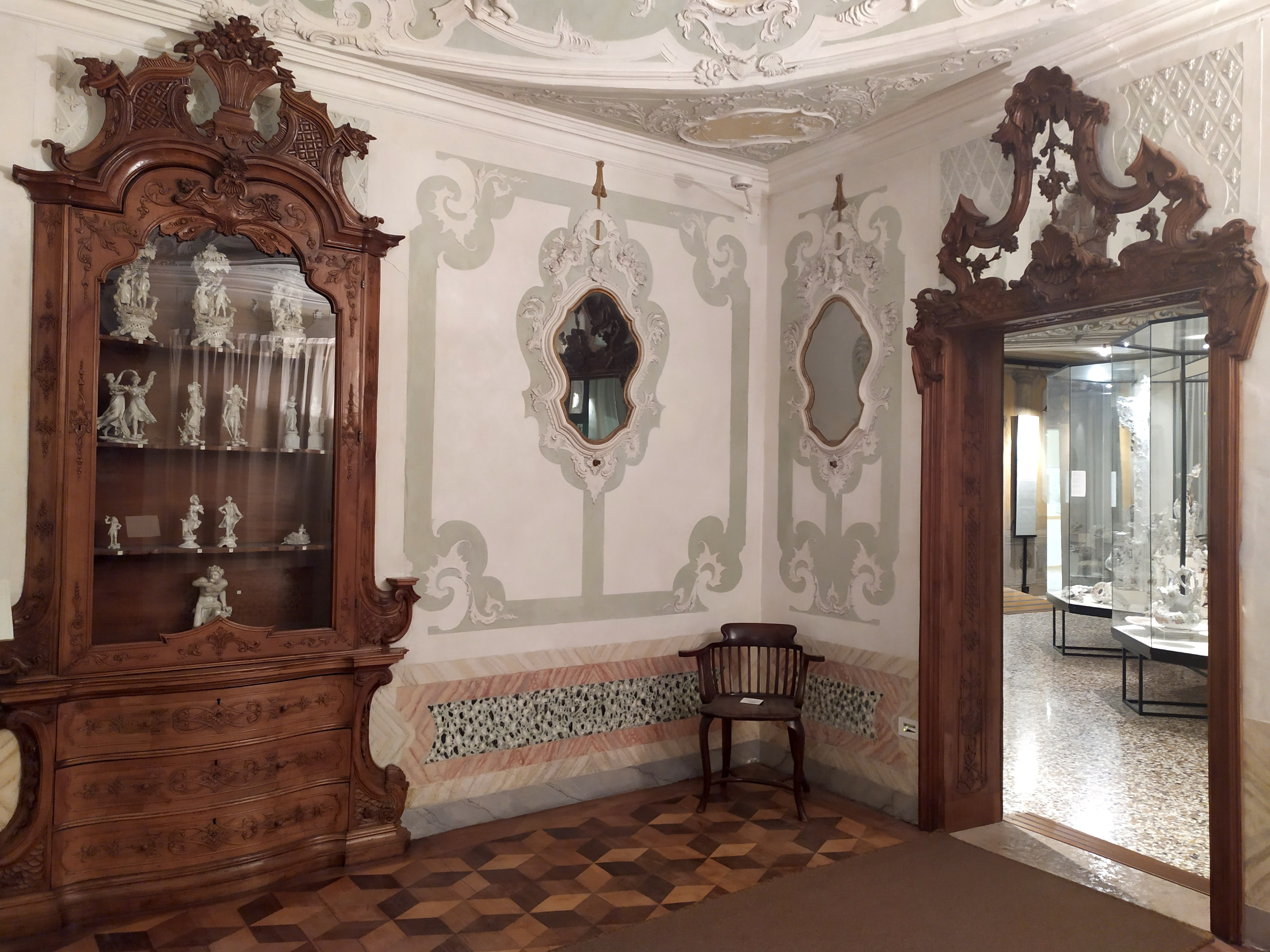
Salle du Palazzo Sturm.
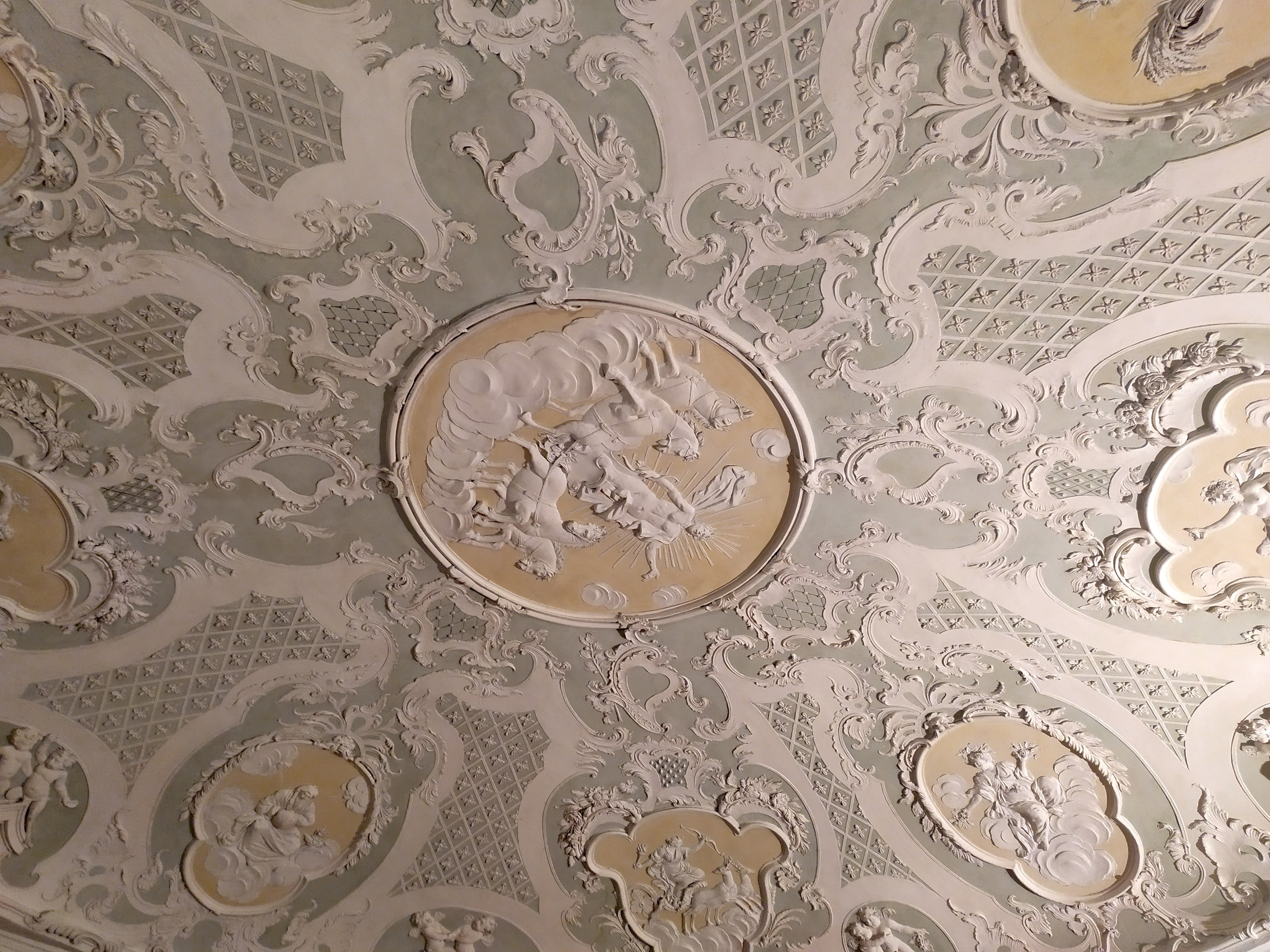
Plafond en stuc d'une des salles du Palazzo Sturm.
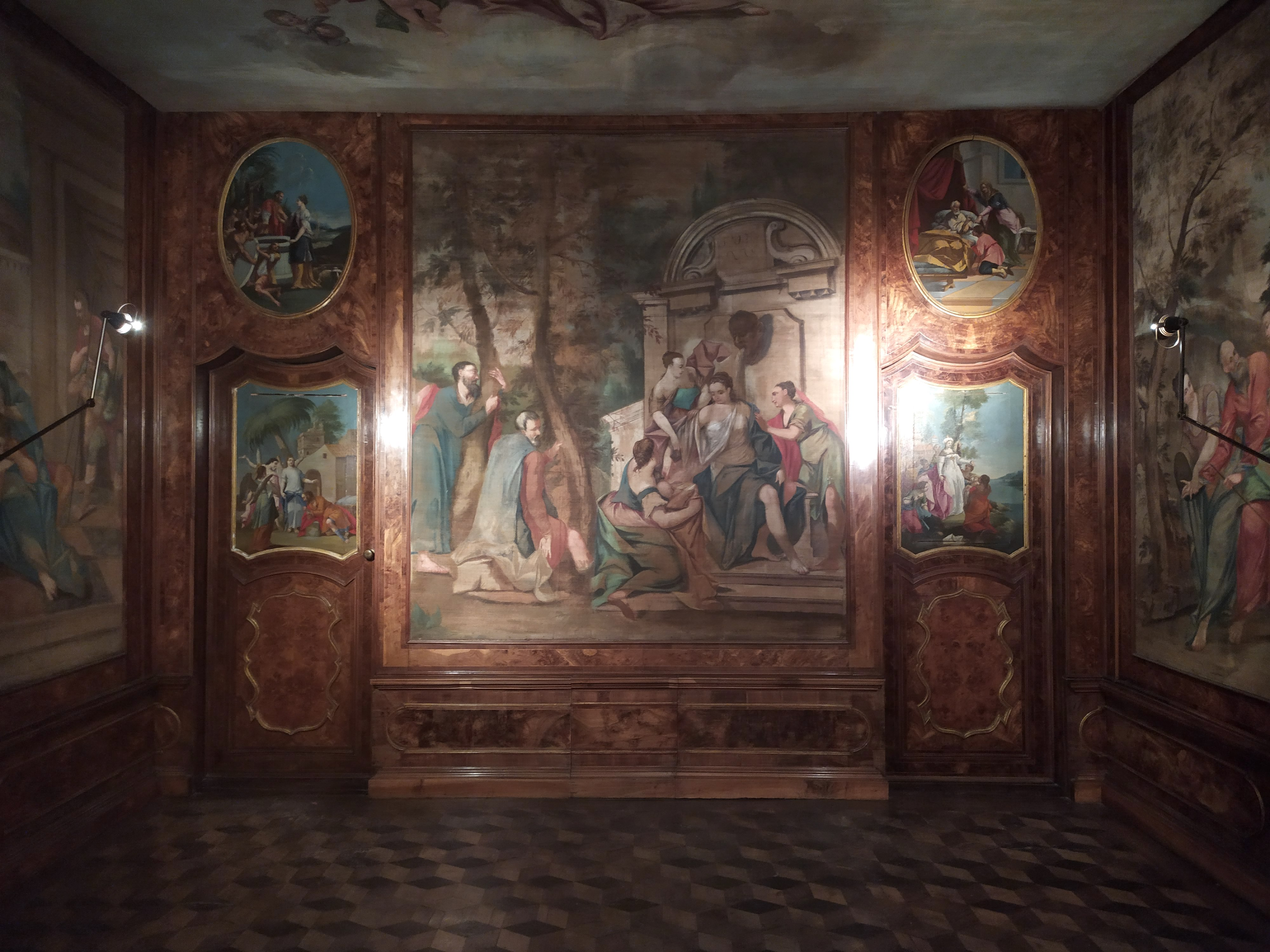
Décor mural d'une des salles du palais.

## Musées

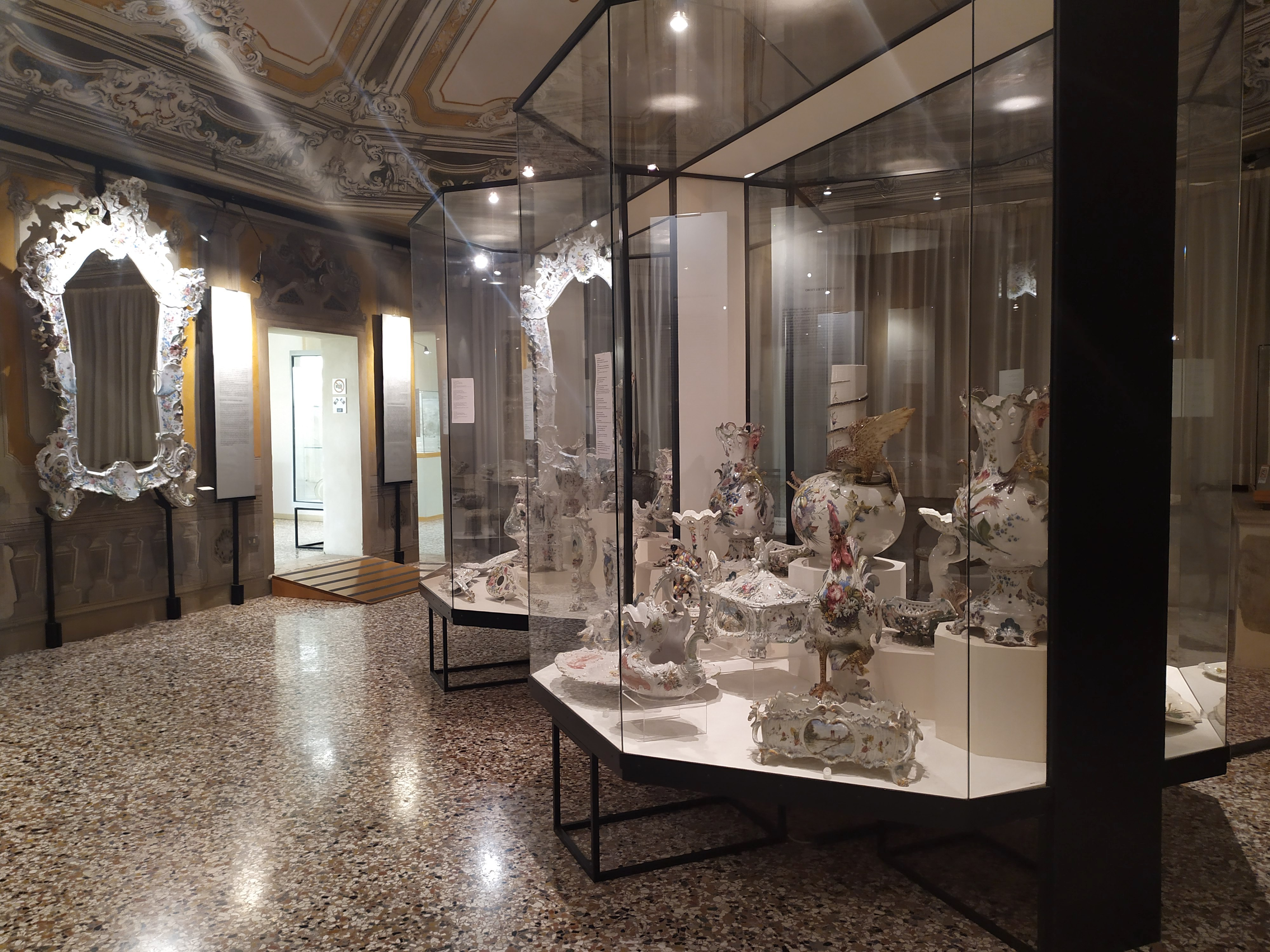
Salle d'exposition permanente de la collection de céramiques dans le Palazzo Sturm.

Le Palais Sturm abrite aujourd'hui deux collections municipales : le musée de la céramique et le musée de l'Imprimerie Remondini.
Le Musée de la Céramique a été installé dans ce bâtiment en 1992. Sa collection est composée d'environ 1200 pièces, parmi lesquelles de nombreuses majoliques, porcelaines et faïences.
Depuis 2007, une partie des espaces muséographiques abritent le musée Remondini, consacré à l'importante entreprise d'imprimerie d'images et de livres qui a largement contribué à la vie économique de la ville de Bassano. La collection du musée se compose à la fois du matériel de la firme (matrices, matériel d'imprimerie, productions) et de la collection personnelle d'estampes anciennes des derniers membres de la famille au XIXe siècle (Dürer, Mantegna, Tiepolo, etc.)